# Высшая лига КВН 2018
Сезон Высшей лиги КВН 2018 года — 32-й сезон с возрождения телевизионного КВН в 1986 году.
Как и годом ранее, отбор в сезон проходил в рамках гала-концерта сочинского фестиваля. Жюри, состав которого остался таким же — Александр Масляков-старший, Александр Масляков-младший, Леонид Купридо и Семён Слепаков, выбрало 15 команд, которые присоединились к пятёрке финалистов Премьер-лиги, приглашённых в сезон после финала. Один из финалистов — команда «RUDN University», вернулся в Высшую лигу, пропустив три сезона.
Среди команд, уже игравших в Высшей лиге, попасть в сезон 2018 не удалось «Проигрывателю» из Тамбова (дважды полуфиналисты), Сборной Калининградской области (полуфиналисты предыдущего сезона) и «Меге» (четвертьфиналисты). С другой стороны, в Высшую лигу вернулись две команды, побившие рекорд по количеству пропущенных сезонов (не считая участников Турнира Десяти 2000): команда «Борцы», ранее выступавшая под названием «Сборная СНГ по вольной борьбе», вернулась в Высшую лигу, пропустив четыре сезона; пропустив пять сезонов, в КВН вернулась команда «Вятка», последний раз выступавшая в 2012 году. Несмотря на прощание с КВНом в своём последнем конкурсе на финале 2017, команда «Раисы» решила всё же не уходить из игры и пойти в новый сезон вместе с ещё двумя финалистами — Сборной Большого московского государственного цирка и командой из Твери, сменившей название с «Плюшки имени Ярослава Гашека» на «Плюшки имени Ярослава Мудрого».
Сезон 2018 стал первым без команд ближнего зарубежья после ухода из КВН казахстанской «Спарты» и Сборной Грузии, а также неудачного выступления на фестивале представителей Азербайджана — Сборной Баку. В то же время, в Высшую лигу впервые попала команда КВН из дальнего зарубежья — Сборная Великобритании, уже игравшая как в Международной, так и в Первой лигах. Также, минуя Премьер-лигу, в сезон были приглашены мурманская «Морская академия» (Первая лига) и команда «Планета Сочи», не игравшая ранее ни в одной из телелиг.
До финала сезона дошли шесть команд. По результатам полуфиналов в главной игре вновь оказались «Раисы» и «Плюшки», впервые прошли «Борцы» и дебютанты сезона — «Так-то». В утешительном полуфинале команды «Вятка» и «Русская дорога» сыграли вничью, и тоже смогли пройти в свой первый финал Высшей лиги. Решающая игра состоялась в «Крокус Сити Холле», и в результате победителем сезона стала кировская «Вятка». Однако, решением председателя жюри Константина Эрнста, чемпионом сезона также признана команда «Раисы». Таким образом, впервые с 2005 года сезон Высшей лиги КВН закончился двойным чемпионством.

## Состав
Для участия в сезоне были приглашены следующие 20 команд КВН:
1. Планета Сочи (Сочи) — финалисты Краснодарской лиги
2. Морская академия (Мурманск) — полуфиналисты Первой лиги
3. Сборная Великобритании (Лондон) — полуфиналисты Первой лиги
4. Сборная вузов Чеченской республики (Грозный) — полуфиналисты Премьер-лиги
5. Сборная бывших спортсменов (Пермь) — финалисты Премьер-лиги
6. Подъём (Москва) — финалисты Премьер-лиги
7. Так-то (Красноярск) — вице-чемпионы Премьер-лиги
8. Театр уральского зрителя (Челябинск) — чемпионы Премьер-лиги
9. НАТЕ (Брюховецкая) — второй сезон в Высшей лиге, финалисты Первой лиги
10. Без консервантов (Санкт-Петербург) — второй сезон в Высшей лиге
11. Nаполеон Dинамит (Тюмень) — второй сезон в Высшей лиге
12. Будем дружить семьями (Москва) — второй сезон в Высшей лиге
13. Сборная Забайкальского края (Чита) — второй сезон в Высшей лиге
14. Русская дорога (Армавир) — третий сезон в Высшей лиге
15. RUDN University (Москва) — второй сезон в Высшей лиге, финалисты Премьер-лиги
16. Борцы (Сургут) — второй сезон в Высшей лиге
17. Вятка (Киров) — третий сезон в Высшей лиге
18. Плюшки имени Ярослава Гашека (Тверь) — второй сезон в Высшей лиге, выступали под названием «Плюшки имени Ярослава Мудрого»
19. Сборная Большого московского цирка (Москва) — третий сезон в Высшей лиге
20. Раисы (Иркутск) — четвёртый сезон в Высшей лиге

Чемпионами сезона стали «Вятка» и, решением председателя жюри, «Раисы».

## Игры

### ⅛ финала
Первая ⅛ финала
- Дата игры: 13 февраля
- Команды: Сборная Забайкальского края (Чита), Сборная Большого московского цирка (Москва), Театр уральского зрителя (Челябинск), Сборная Великобритании (Лондон), Планета Сочи (Сочи)
- Жюри: Юлий Гусман, Михаил Галустян, Дмитрий Нагиев, Константин Эрнст, Пелагея, Валдис Пельш
- Конкурсы: Приветствие, Биатлон, Музыкальный фристайл

| Команда            | Приветствие | Биатлон | общий | Муз. фристайл | Итого |
| ------------------ | ----------- | ------- | ----- | ------------- | ----- |
| Забайкальский край | 4,7         | 0,9     | 5,6   | 5             | 10,6  |
| Сборная цирка      | 4,2         | 0,7     | 4,9   | 4,7           | 9,6   |
| ТУЗ                | 4           | 0,6     | 4,6   | 4             | 8,6   |
| Сб. Великобритании | 4,7         | 0,8     | 5,5   | 5             | 10,5  |
| Планета Сочи       | 5           | 1       | 6     | 5             | 11    |

Результат игры:
1. Планета Сочи
2. Сборная Забайкальского края
3. Сборная Великобритании
4. Сборная Большого московского цирка
5. Театр уральского зрителя

- «Планета Сочи» стали шестнадцатой командой, набравшей максимум за игру в Высшей лиге.
- За Сборную Великобритании на этой игре выступил Леонид Слуцкий, а за Сборную Большого московского цирка — Евгений Савин.
- Третий год подряд чемпион Премьер-лиги играет в первой игре сезона и занимает последнее место; как и в 2017 году, эта команда набрала минимальный итоговый балл среди всех участников игр ⅛-й финала.
- Сборная цирка стала лишь второй в истории командой-финалистом, вылетевшей в первой игре следующего за финалом сезона, после «Эскадрона гусар» в 1992-м. На первых этапах также заканчивали сезон финалисты ДГУ (1992; финалисты 1988 и 1990) и Сборная Физтеха (2016; финалисты 2014); в прочих случаях финалисты, проигравшие на первых этапах, добирались в следующий этап.

Вторая ⅛ финала
- Дата игры: 17 февраля
- Команды: Сборная бывших спортсменов (Пермь), Без консервантов (Санкт-Петербург), RUDN University (Москва), Сборная вузов Чеченской республики (Грозный), Плюшки имени Ярослава Мудрого (Тверь)
- Жюри: Юлий Гусман, Алексей Ягудин, Михаил Галустян, Константин Эрнст, Пелагея, Валдис Пельш
- Конкурсы: Приветствие, Биатлон, Музыкальный фристайл

| Команда           | Приветствие | Биатлон | общий | Муз. фристайл | Итого |
| ----------------- | ----------- | ------- | ----- | ------------- | ----- |
| Бывшие спортсмены | 4,8         | 1       | 5,8   | 4,7           | 10,5  |
| Без консервантов  | 4,2         | 0,8     | 5     | 4,8           | 9,8   |
| RUDN University   | 4,3         | 0,7     | 5     | 4,5           | 9,5   |
| Сборная вузов     | 4,5         | 0,6     | 5,1   | 4,3           | 9,4   |
| Плюшки            | 4,8         | 0,9     | 5,7   | 5             | 10,7  |

Результат игры:
1. Плюшки имени Ярослава Мудрого
2. Сборная бывших спортсменов
3. Без консервантов
4. RUDN University
5. Сборная вузов Чеченской республики

- За команду «Без консервантов» на этой игре выступил Ровшан Аскеров.
- В музыкальном фристайле Сборной бывших спортсменов был показан видеоролик, в котором слова благодарности своим первым тренерам высказывали: Антон Шипулин, Денис Глушаков, Анастасия Мыскина, Сергей Карякин, Алексей Немов и Юрий Борзаковский. С этой же целью на сцену поднялся член жюри Алексей Ягудин.

Третья ⅛ финала
- Дата игры: 1 марта
- Команды: Морская академия (Мурманск), Nаполеон Dинамит (Тюмень), Борцы (Сургут), Раисы (Иркутск), Русская дорога (Армавир)
- Жюри: Юлий Гусман, Михаил Галустян, Валдис Пельш, Константин Эрнст, Пелагея, Семён Слепаков
- Конкурсы: Приветствие, Биатлон, Музыкальный фристайл

| Команда          | Приветствие | Биатлон | общий | Муз. фристайл | Итого |
| ---------------- | ----------- | ------- | ----- | ------------- | ----- |
| Морская академия | 4,8         | 0,6     | 5,4   | 4,3           | 9,7   |
| Nаполеон Dинамит | 4,5         | 1       | 5,5   | 4,3           | 9,8   |
| Борцы            | 5           | 0,9     | 5,9   | 4,8           | 10,7  |
| Раисы            | 5           | 0,6     | 5,6   | 4,8           | 10,4  |
| Русская дорога   | 5           | 0,8     | 5,8   | 5             | 10,8  |

Результат игры:
1. Русская дорога
2. Борцы
3. Раисы
4. Nаполеон Dинамит
5. Морская академия

- Это третья игра Высшей лиги, на которой присутствовал Владимир Путин (предыдущие две — финал 1999 и первая 1/8 финала 2004).
- Также отдельно были представлены гости игры, хоккеисты Иван Телегин и Кирилл Капризов.
- В приветствии команды «Nаполеон Dинамит» приняли участие Иосиф Пригожин и Джефф Монсон.
- Это первая игра команды «Борцы», в которой не участвовала «Сборная Камызякского края».

Четвертая ⅛ финала
- Дата игры: 16 марта
- Команды: Подъём (Москва), Так-то (Красноярск), Будем дружить семьями (Москва), НАТЕ (Брюховецкая), Вятка (Киров)
- Жюри: Валдис Пельш, Дмитрий Нагиев, Константин Эрнст, Пелагея, Михаил Галустян, Юлий Гусман
- Конкурсы: Приветствие, Биатлон, Музыкальный фристайл

| Команда               | Приветствие | Биатлон | общий | Муз. фристайл | Итого |
| --------------------- | ----------- | ------- | ----- | ------------- | ----- |
| Подъём                | 4,7         | 0,6     | 5,3   | 4,2           | 9,5   |
| Так-то                | 5           | 1       | 6     | 5             | 11    |
| Будем дружить семьями | 4,8         | 0,7     | 5,5   | 5             | 10,5  |
| НАТЕ                  | 5           | 0,8     | 5,8   | 5             | 10,8  |
| Вятка                 | 5           | 0,9     | 5,9   | 5             | 10,9  |

Результат игры:
1. Так-то
2. Вятка
3. НАТЕ
4. Будем дружить семьями
5. Подъём

- «Так-то» стали семнадцатой командой, набравшей максимум за игру в Высшей лиге.
- В приветствии команды «Подъём» приняла участие Ирина Волк. За команду «Будем дружить семьями» в музыкальном фристайле выступил Владимир Сычёв.
- В своём музыкальном фристайле команда «Так-то» вывела на сцену распорядителя клуба «Что? Где? Когда?» Александра Бакалова.
- На этой игре команда «Вятка» вывела на сцену чемпионов Высшей лиги Вячеслава Гуливицкого, Дмитрия Бакина (оба — «Дети лейтенанта Шмидта»), Виталия Коломийца (БГУ), Вадима Бакунева и Евгения Донских (оба — РУДН), но номер с их участием не попал в эфир.[12]

Дополнительно в четвертьфинал прошли команды КВН: Nаполеон Dинамит (третья игра), Будем дружить семьями (четвёртая игра), Морская академия (третья игра).

### Четвертьфиналы
Первый четвертьфинал
- Дата игры: 21 апреля
- Команды: Борцы (Сургут), Морская академия (Мурманск), Сборная Забайкальского края (Чита), Русская дорога (Армавир), Будем дружить семьями (Москва)
- Жюри: Владимир Сычёв, Алексей Ягудин, Михаил Галустян, Пелагея, Дмитрий Хрусталёв, Юлий Гусман
- Конкурсы: Приветствие, Биатлон, СТЭМ («Знакомый сюжет»), Музыкальный номер

| Команда               | Приветствие | Биатлон | общий | СТЭМ | общий | Муз. номер | Итого |
| --------------------- | ----------- | ------- | ----- | ---- | ----- | ---------- | ----- |
| Борцы                 | 4,7         | 0,8     | 5,5   | 3,7  | 9,2   | 3,2        | 12,4  |
| Морская академия      | 4,2         | 0,6     | 4,8   | 3,2  | 8     | 3,5        | 11,5  |
| Забайкальский край    | 4,3         | 0,9     | 5,2   | 3,2  | 8,4   | 3,5        | 11,9  |
| Русская дорога        | 5           | 1       | 6     | 4    | 10    | 4          | 14    |
| Будем дружить семьями | 4,7         | 0,7     | 5,4   | 3,5  | 8,9   | 4          | 12,9  |

Результат игры:
1. Русская дорога
2. Будем дружить семьями
3. Борцы
4. Сборная Забайкальского края
5. Морская академия

- «Русская дорога» стала восемнадцатой командой, набравшей максимум за игру в Высшей лиге.
- В конкурсе «Знакомый сюжет» за основу были взяты следующие сюжеты: «Русская дорога» — парень поёт девушке серенаду; «Морская академия» — «Титаник»; «Борцы» — «Бумер»; Сборная Забайкальского края — бегство Александра Керенского из Петрограда; «Будем дружить семьями» — «Руслан и Людмила».
- На этой игре вместо Айдара Гараева редактором работал Артём Скок из команды «Парапапарам».

Второй четвертьфинал
- Дата игры: 11 мая
- Команды: Сборная бывших спортсменов (Пермь), Так-то (Красноярск), Nаполеон Dинамит (Тюмень), Вятка (Киров), Раисы (Иркутск)
- Жюри: Андрей Мерзликин, Дмитрий Хрусталёв, Максим Шарафутдинов, Михаил Галустян, Юлия Меньшова, Юлий Гусман
- Конкурсы: Приветствие, Биатлон, СТЭМ («Знакомый сюжет»), Музыкальный номер

| Команда           | Приветствие | Биатлон | общий | СТЭМ | общий | Муз. номер | Итого |
| ----------------- | ----------- | ------- | ----- | ---- | ----- | ---------- | ----- |
| Бывшие спортсмены | 4,3         | 0,9     | 5,2   | 3,3  | 8,5   | 3,8        | 12,3  |
| Так-то            | 5           | 0,6     | 5,6   | 4    | 9,6   | 4          | 13,6  |
| Nаполеон Dинамит  | 4,3         | 0,8     | 5,1   | 3,3  | 8,4   | 3          | 11,4  |
| Вятка             | 5           | 1       | 6     | 4    | 10    | 4          | 14    |
| Раисы             | 5           | 0,7     | 5,7   | 3    | 8,7   | 4          | 12,7  |

Результат игры:
1. Вятка
2. Так-то
3. Раисы
4. Сборная бывших спортсменов
5. Nаполеон Dинамит

- «Вятка» стала девятнадцатой командой, набравшей максимум за игру в Высшей лиге.
- В конкурсе «Знакомый сюжет» за основу были взяты следующие сюжеты: «Сборная бывших спортсменов» — Чемпионат мира по футболу 2018; «Nаполеон Dинамит» — «Чапаев» и «Город грехов»; «Раисы» — «Книга джунглей»; «Так-то» — «Преступление и наказание»; «Вятка» — бюрократизм в России.
- В знакомом сюжете команды «Так-то» принял участие Прохор Шаляпин.
- Это первая игра в жюри для Андрея Мерзликина и Максима Шарафутдинова, но не первое их появление в КВН. Мерзликин был в составе жюри на фестивале «Голосящий КиВиН» в 2015 году, а Шарафутдинов выступил в 1998 году за команду «Четыре татарина». Юлия Меньшова появилась в жюри впервые с 2002 года.

Третий четвертьфинал
- Дата игры: 25 мая
- Команды: Сборная Великобритании (Лондон), Без консервантов (Санкт-Петербург), Планета Сочи (Сочи), НАТЕ (Брюховецкая), Плюшки имени Ярослава Мудрого (Тверь)
- Жюри: Семён Слепаков, Михаил Галустян, Валдис Пельш, Юлия Меньшова, Юлий Гусман
- Конкурсы: Приветствие, Биатлон, СТЭМ («Знакомый сюжет»), Музыкальный номер

| Команда            | Приветствие | Биатлон | общий | СТЭМ | общий | Муз. номер | Итого |
| ------------------ | ----------- | ------- | ----- | ---- | ----- | ---------- | ----- |
| Сб. Великобритании | 5           | 0,6     | 5,6   | 3,8  | 9,4   | 3,6        | 13    |
| Без консервантов   | 4,2         | 0,8     | 5     | 4    | 9     | 3          | 12    |
| Планета Сочи       | 4,2         | 0,7     | 4,9   | 4    | 8,9   | 4          | 12,9  |
| НАТЕ               | 4,8         | 0,9     | 5,7   | 4    | 9,7   | 3,8        | 13,5  |
| Плюшки             | 5           | 0,9     | 5,9   | 3,8  | 9,7   | 4          | 13,7  |

Результат игры:
1. Плюшки имени Ярослава Мудрого
2. НАТЕ
3. Сборная Великобритании
4. Планета Сочи
5. Без консервантов

- В конкурсе «Знакомый сюжет» за основу были взяты следующие сюжеты: «Плюшки имени Ярослава Мудрого» — семья едет на дачу; «Без консервантов» — конфликт между мужчиной и женщиной; Сборная Великобритании — подготовка к Чемпионату мира по футболу; «НАТЕ» — «Винни-Пух»; «Планета Сочи» — «Опять двойка».
- В приветствии Сборной Великобритании приняли участие актёры дубляжа Владимир Антоник (Джеймс Бонд), Вадим Андреев (Осёл из «Шрека»), Ольга Зубкова (Анджелина Джоли) и Сергей Балабанов (Губка Боб Квадратные Штаны). В СТЭМе команды «НАТЕ» принял участие знаток «Что? Где? Когда?» Борис Левин.

Решением жюри в полуфинал добирается команда КВН «Планета Сочи» (третья игра).

### Полуфиналы
Первый полуфинал
- Дата игры: 13 октября
- Команды: Сборная Великобритании (Лондон), Будем дружить семьями (Москва), Планета Сочи (Сочи), Так-то (Красноярск), Плюшки имени Ярослава Мудрого (Тверь)
- Жюри: Михаил Галустян, Валдис Пельш, Константин Эрнст, Пелагея, Юлий Гусман
- Конкурсы: Приветствие, Биатлон, СТЭМ («Знакомый сюжет»), Киноконкурс

| Команда               | Приветствие | Биатлон | общий | СТЭМ | общий | Киноконкурс | Итого |
| --------------------- | ----------- | ------- | ----- | ---- | ----- | ----------- | ----- |
| Сб. Великобритании    | 4,6         | 0,7     | 5,3   | 3    | 8,3   | 3,4         | 11,7  |
| Будем дружить семьями | 4,4         | 0,8     | 5,2   | 3,4  | 8,6   | 4           | 12,6  |
| Планета Сочи          | 4,2         | 0,6     | 4,8   | 3    | 7,8   | 4           | 11,8  |
| Так-то                | 5           | 1       | 6     | 3,8  | 9,8   | 4           | 13,8  |
| Плюшки                | 5           | 0,9     | 5,9   | 4    | 9,9   | 4           | 13,9  |

Результат игры:
1. Плюшки имени Ярослава Мудрого
2. Так-то
3. Будем дружить семьями
4. Планета Сочи
5. Сборная Великобритании

- В приветствии команды «Будем дружить семьями» приняла участие победительница шоу «Голос. 60+» Лидия Музалёва. В приветствии «Плюшек имени Ярослава Мудрого» участвовали Анна Семенович и Алексей Ягудин.
- В клипе команды «Так-то» снялись Леван Горозия, Сергей Шнуров и Семён Слепаков. В клипе команды «Планета Сочи» участвовали КВНщики Артём Муратов («Союз»), Дмитрий Бушуев («Вятка»), Иван Абрамов («Парапапарам») и Эльдияр Кененсаров («Азия MIX»).
- В конкурсе «Знакомый сюжет» за основу были взяты следующие сюжеты: «Планета Сочи» — «Дракула», «Так-то» — «Три богатыря», Сборная Великобритании — «12 стульев» (момент, когда за инженером Щукиным захлопывается дверь), «Будем дружить семьями» — «Семейка Аддамс», «Плюшки имени Ярослава Мудрого» — дуэль Пушкина и Дантеса (пародия на бой Хабиба Нурмагомедова и Конора Макгрегора).

Второй полуфинал (20 октября)
- Дата игры: 20 октября
- Команды: Раисы (Иркутск), НАТЕ (Брюховецкая), Борцы (Сургут), Вятка (Киров), Русская дорога (Армавир)
- Жюри: Михаил Галустян, Валдис Пельш, Константин Эрнст, Пелагея, Юлий Гусман
- Конкурсы: Приветствие, Биатлон, СТЭМ («Знакомый сюжет»), Киноконкурс

| Команда        | Приветствие | Биатлон | общий | СТЭМ | общий | Киноконкурс | Итого |
| -------------- | ----------- | ------- | ----- | ---- | ----- | ----------- | ----- |
| Раисы          | 5           | 0,7     | 5,7   | 4    | 9,7   | 4           | 13,7  |
| НАТЕ           | 5           | 0,6     | 5,6   | 3    | 8,6   | 3,6         | 12,2  |
| Борцы          | 5           | 0,9     | 5,9   | 4    | 9,9   | 4           | 13,9  |
| Вятка          | 5           | 0,9     | 5,9   | 3,4  | 9,3   | 4           | 13,3  |
| Русская дорога | 5           | 0,8     | 5,8   | 3,6  | 9,4   | 3,8         | 13,2  |

Результат игры:
1. Борцы
2. Раисы
3. Вятка
4. Русская дорога
5. НАТЕ

- В СТЭМе команды «Вятка» сыграла Лера Кудрявцева. В СТЭМе «Раис» участвовали Игорь Николаев и Аркадий Укупник.
- В клипе команды «Борцы» снялся Рамзан Кадыров. В клипе «Раис» участвовали Кай Метов, Анатолий Вассерман и Юлий Гусман. Команда «Вятка» сняла клип-пародию на фильм «Брат», в котором приняли участие Дмитрий Нагиев, Валдис Пельш, Дмитрий Хрусталёв, Джефф Монсон и Ирина Салтыкова.
- В конкурсе «Знакомый сюжет» за основу были взяты следующие сюжеты: «Русская дорога» — жена с любовником, «Борцы» — «Сказка о царе Салтане», «НАТЕ» — «Грязные танцы»/«Шаг вперёд», «Вятка» — вопрос «сколько денег нужно для счастья?», «Раисы» — съёмка клипа одним дублем.

Третий (утешительный) полуфинал — в рамках Спецпроекта «КВНу — 57» (13 ноября)
- Дата игры: 13 ноября
- Команды: Вятка (Киров), Сборная Великобритании (Лондон), Будем дружить семьями (Москва), Русская дорога (Армавир)
- Жюри: Евгений Донских, Максим Ликсутов, Дмитрий Нагиев, Константин Эрнст, Пелагея, Семён Слепаков, Юлий Гусман
- Конкурсы: Приветствие, Биатлон, Музыкальный фристайл

| Команда               | Приветствие | Биатлон | общий | Муз. фристайл | Итого |
| --------------------- | ----------- | ------- | ----- | ------------- | ----- |
| Вятка                 | 5           | 1       | 6     | 5             | 11    |
| Сб. Великобритании    | 5           | 0,7     | 5,7   | 4,3           | 10    |
| Будем дружить семьями | 4,3         | 0,8     | 5,1   | 4,4           | 9,5   |
| Русская дорога        | 5           | 1       | 6     | 5             | 11    |

Результат игры:
1. Вятка; Русская дорога
2. Сборная Великобритании
3. Будем дружить семьями

- Начиная с этой игры, в заставке изменено музыкальное сопровождение.
- Команды «НАТЕ» (Брюховецкая)[19] и «Планета Сочи» (Сочи)[20] отказались от участия.
- На этой игре в качестве гостей выступила сборная Детского КВН. Члены жюри решили вручить Кубок мэра Москвы именно ей, а не соревнующимся командам.
- «Вятка» и «Русская дорога» второй раз набрали максимум баллов за игру.
- В качестве специальных гостей на этой игре выступили Борис Грачевский (за сборную Детского КВН) и Майкл Бом (за Сборную Великобритании).
- Командам, выступавшим на этой игре, помогали представители команд КВН: «Борцы», «Раисы», «Так-то», «Плюшки имени Ярослава Мудрого», «УЕздный город», «Кефир», «Радио Свобода», «ГородЪ ПятигорскЪ», «Саратов», «КемБридж», «Союз», «Плохая компания», «Триод и Диод», «Сборная Камызякского края», Сборная Краснодарского края, «Азия MIX», Сборная Большого московского государственного цирка.

### Финал
- Дата игры: 15 декабря
- Команды: Плюшки имени Ярослава Мудрого (Тверь), Борцы (Сургут), Так-то (Красноярск), Раисы (Иркутск), Вятка (Киров), Русская дорога (Армавир)
- Жюри: Дмитрий Нагиев, Татьяна Навка, Константин Эрнст, Пелагея, Семён Слепаков, Юлий Гусман
- Конкурсы: Приветствие, Капитанский конкурс, Музыкальный фристайл

| Команда        | Приветствие | Капитанский | общий | Муз. фристайл | Итого |
| -------------- | ----------- | ----------- | ----- | ------------- | ----- |
| Плюшки         | 4,5         | 0,8         | 5,3   | 5             | 10,3  |
| Борцы          | 4,5         | 0,8         | 5,3   | 4,5           | 9,8   |
| Так-то         | 4,5         | 0,8         | 5,3   | 4,5           | 9,8   |
| Раисы          | 5           | 1           | 6     | 4,8           | 10,8  |
| Вятка          | 5           | 1           | 6     | 5             | 11    |
| Русская дорога | 4,3         | 0,9         | 5,2   | 5             | 10,2  |

Результат игры:
1. Вятка
2. Раисы
3. Плюшки имени Ярослава Мудрого
4. Русская дорога
5. Так-то; Борцы

Чемпионами Высшей лиги 2018 стали две команды: «Вятка» (по баллам) и «Раисы» (решением жюри, и в частности председателя Константина Эрнста).
- Финал прошёл в «Крокус Сити Холл».
- Капитанский конкурс был частью приветствия, но оценивался отдельно (максимум — 1 балл). В качестве капитанов выступили Дмитрий Бушуев («Вятка»), Елена Хохоненко («Раисы»), Богдан Лисевский («Плюшки»), Юсиф Юсифов («Борцы»), Алексей Кривеня («Русская дорога») и Алексей Юрьянов («Так-то»).
- Это первое двойное чемпионство в Высшей лиге с 2005 года.
- Поскольку занявшая второе место команда «Раисы» была тоже объявлена чемпионом, «Плюшки имени Ярослава Мудрого» получили серебряные медали, а «Русская дорога» — бронзовые.
- Все участники финала, кроме «Так-то», заявили, что эта игра — их последняя в Высшей лиге[25]. Несмотря на это, «Борцы» решили пойти и в сезон 2019, а «Русская Дорога» в сезон 2020.
- «Раисы» стали первой женской командой, ставшей чемпионом Высшей лиги. Команда «Девушки из Джаза», ставшая чемпионом 1993 года, была проектом команды НГУ, и женским составом сыграла в том сезоне только четвертьфинал.
- «Вятка» — команда с самым большим промежутком между дебютным сезоном в Высшей лиге и чемпионским (2011-2018).
- «Раисы» — первая команда, не занявшая первое место ни в одной из игр чемпионского сезона (включая финал).
- Для команды «Раисы» эта игра в Высшей лиге — шестнадцатая. Таким образом иркутянки стали рекордсменками по количеству игр в Высшей лиге КВН.
- На игре присутствовал Сергей Шойгу.
- «Вятка» стала первой командой, заработавшей максимум баллов в финале Высшей лиги, а также первой набравшей максимум в трёх играх. Кировская команда также стала первой, набравшей максимум баллов в трёх играх одного сезона.
- «Русская дорога» побила рекорд по количеству выступлений в проектах Высшей лиги за один сезон. Армавирцы участвовали во всех этапах турнира, включая утешительный полуфинал, а также выступили на гала-концерте фестиваля «КиВиН» в Сочи, на фестивале «Голосящий КиВиН» в Светлогорске и на Летнем кубке в Сочи — восемь выступлений за один сезон. Для сравнения, в сезоне 1999 «Новые армяне» участвовали в семи мероприятиях Высшей лиги: четыре этапа сезона, «КиВиН», «Голосящий КиВиН» и Летний кубок; не участвовали только в Кубке Москвы.
- После финала сезона редактор Высшей лиги Айдар Гараев заявил об уходе со своей должности.[26]
- Эфир этой игры длился 2 часа 34 минуты, что длиннее типичного эфира Высшей лиги КВН более чем на полчаса.
- За команд на этом финале выступили следующие знаменитости: за «Вятку» — Николай Бандурин, Михаил Грушевский и губернатор Кировской области Игорь Васильев; за «Борцов» — Михаил Кокляев; за «Русскую дорогу» — Юрий Аксюта; за «Плюшек» — Юлия Меньшова; за «Раис» — Валерия, Иосиф Пригожин, Светлана Журова, Светлана Ишмуратова и Светлана Хоркина.
- Также финалистам помогали КВНщики из других команд. За «Так-то» выступили представители команды «Плохая компания» Михаил Стогниенко, Валерий Равдин, Сергей Новиков и Константин Зотин, а также участник команды «Левый берег» и проректор по молодёжной политике СФУ Роман Богданов. За «Вятку» выступили финалисты Высшей лиги разных сезонов: Дмитрий Кожома («Станция Спортивная» — финалист 2011), Михаил Марфин (МХТИ — финалист 1986/1987) и Алексей Кортнев (МГУ — финалист 1987/1988), а также участники команды «Будем дружить семьями» Руслан Мухтаров, Святослав Скворцов и Екатерина Добрынина.
- Помимо «Вятки» и «Раис», чемпионами Высшей лиги стали ещё два участника этого финала. «Так-то» выиграли следующий сезон, а «Русская дорога» — сезон 2020. «Борцы» вновь дошли до финала в 2019 году, но заняли там лишь четвёртое место. Для «Плюшек» эта игра была последней в Высшей лиге.

## Члены жюри
В сезоне 2018 игры Высшей лиги КВН судили 16 человек.
11 игр
- Юлий Гусман

9 игр
- Михаил Галустян
- Пелагея

8 игр
- Константин Эрнст

7 игр
- Валдис Пельш

4 игры
- Дмитрий Нагиев
- Семён Слепаков

2 игры
- Юлия Меньшова
- Дмитрий Хрусталёв
- Алексей Ягудин

1 игра
- Евгений Донских
- Максим Ликсутов
- Андрей Мерзликин
- Татьяна Навка
- Владимир Сычёв
- Максим Шарафутдинов